# Cécifoot
Le cécifoot, appelé aussi football à cinq déficients visuels ou football à cinq DV (en anglais : football 5-a-side), est un handisport pratiqué par des athlètes déficients visuels (malvoyants ou non-voyants).
Le cécifoot s'inspire du football. Il suit les règles de la FIFA, avec des aménagements pour tenir compte du handicap des joueurs.
Le cécifoot ne doit pas être confondu avec le football à 7, autre handisport dérivé du football pratiqué par des athlètes handicapés moteur, ni avec le goal ball, dont le principe est similaire, mais qui se repose plutôt sur le jeu à la main.
Au niveau international c'est la Fédération internationale des sports pour personnes aveugles qui est la fédération de référence. En France, la Fédération française handisport a reçu délégation le 31 décembre 2016 du ministère des Sports pour organiser la pratique du cécifoot.

## Histoire
Selon le Comité international paralympique, le cécifoot aurait été pratiqué en Espagne dès les années 1920, avant que le Brésil formalise le jeu à 5 joueurs contre 5 dans les années 1960 et organise un premier tournoi national en 1974. Après s'être développé au Brésil, le cécifoot a été introduit en France par La fédération nationale des sports et loisirs pour aveugles et amblyopes (FNSLAA). Les personnes au sein de cette fédération qui ont créé le cécifoot en France sont : Alain Silou, Joao Pinto, Hubert Benady et Bachir Kerroumi. Cette fédération a été créée pour la promotion du sport pour les personnes déficientes visuelles (1987) (,. Il est créé en 1987 en France grâce au club As Cécifoot Saint-Mandé. Le cécifoot a été reconnu comme discipline sportive par la Fédération Internationale des Sports pour personnes aveugles (International Blind Sports Federation/IBSA) en 1996, qui a établi des règles pouvant être appliquées dans le monde entier. L'année suivante, les premiers championnats de cécifoot organisé par l'IBSA se déroulent à Barcelone (Espagne) pour l'Europe, et à Asuncion (Paraguay) pour les Amériques. En 1997, le premier championnat mondial se déroule au Brésil.
En 2004, aux Jeux paralympiques d'Athènes, le cécifoot est devenu officiellement un sport paralympique.
Le premier match de cécifoot sur le sol canadien s'est déroulé le 11 février 2017 à Paris (Ontario) et a opposé les équipes de Kitchener et d'Ottawa.
Le cécifoot a été l'un des sept sports choisis pour les premiers Jeux paralympiques africains de 2020 qui se sont déroulés à Rabat (Maroc).

## Principe
Le cécifoot est pratiqué en loisir ou en compétition par les personnes non-voyantes (catégorie B1) et malvoyantes (catégorie B2/B3).
Il existe neuf équipes sur toute la France. Une saison se joue entre le mois de septembre et le mois de juin où se déroulent des matchs pendant quatre week-ends et un week-end de Coupe de France.

## Classification
Il existe deux catégories : B1 (non-voyants) et B2/B3 (malvoyants), :
| Catégorie | Observations |
| --------- | --- |
| B1        | Non voyants : joueurs aveugles ou ayant une faible perception lumineuse. Les joueurs évoluent avec des patchs oculaires et un bandeau sur les yeux.                                              |
| B2-B3     | Malvoyants : au niveau international, l’acuité visuelle du meilleur œil après correction ne doit pas dépasser 1/10e (tolérance au niveau national jusqu’à 2/10e) ou excéder 20° de champ visuel. |

Seule la catégorie B1 est admise aux Jeux paralympiques et il n'existe pas de compétition féminine.

## Règles
Au cécifoot, il n'y a pas de limite d’âge de participation, mais il faut avoir 15 ans minimum. Les règles sont quasiment identiques entre la catégorie B1 et la catégorie B2-B3.

### Catégorie B1
Les participants jouent sur un terrain de handball qui mesure 42 × 22 m, bordé de barrières latérales de 1,30 mètre de haut, souvent de type boudin gonflable. Le match oppose deux équipes, composées chacune de quatre joueurs de champ aux yeux bandés (d’une part pour assurer une stricte égalité en cas de présence chez certains d’une vision résiduelle, d’autre part pour protéger cette vision résiduelle), de quatre remplaçants et d'un gardien de but voyant. Les joueurs ont également des protections autour de la tête pour la sécurité. L'équipe compte enfin un préposé au guidage, qui se trouve derrière le but adverse et indique à l'attaquant la position de la cage. Les joueurs peuvent repérer le ballon au bruit émis par les grelots qu'il contient.
Dans l'ensemble, les joueurs suivent les mêmes règles que le football classique, avec quelques petites adaptations, par exemple il n'y a pas de hors-jeu. Enfin, les fautes, comme au basketball, peuvent être individuelles ou collectives.
Les joueurs utilisent des codes verbaux : « J’ai » signifie que le joueur a le ballon, « oui » veut dire que les autres joueurs peuvent réceptionner le ballon, « Voy » signifie "Je suis là".

### Catégorie B2-B3
Dans cette catégorie, les joueurs ne sont pas bandés. Chaque équipe doit compter impérativement au moins 2 joueurs classés B2 sur le terrain durant toute la durée de la partie.
Les règles et les codes verbaux sont les mêmes.

## Durée du jeu
La durée de jeu : 2 × 25 min pour les non-voyants et 2 × 20 min pour les malvoyants.
Le Championnat de France dure 2 × 20 min et en Europe 2 × 25 min.

## Compétition française
Le Championnat de France est organisé en phases régionales qui se déroulent de novembre à mai suivies de la phase finale en juin. La catégorie B1 (non-voyants) ne comprend qu’une division. La catégorie B2-B3 (malvoyants) comprend 2 divisions.
La Coupe de France se déroule sur un week-end, durant lequel les deux catégories de la discipline sont réunies, pour jouer les deux tournois distincts.

## Autour du cécifoot
En 2010, en Grande-Bretagne, une campagne de publicité pour le bookmaker irlandais Paddy Power met en scène des joueurs de cécifoot et déclenche des protestations. Dans cette publicité télévisée, un des joueurs shoote par mégarde dans un chat égaré sur le terrain au lieu du ballon,.
En 2014, la marque Coca-Cola a lancé une campagne « Partagez un Coca-Cola », qui consistait à vendre des bouteilles dont les étiquettes étaient personnalisées par des prénoms. En Argentine, l'équipe nationale de cécifoot surnommée « Los murciélagos » (« les chauve-souris ») a reçu de la part du fabricant de sodas des bouteilles où les prénoms des joueurs figuraient en braille sur les étiquettes,.